# Boltonia asteroides
Boltonia asteroides là một loài thực vật có hoa trong họ Cúc. Loài này được (L.) L'Hér. mô tả khoa học đầu tiên năm 1825.